# De tocht naar Asnapije
De tocht naar Asnapije is het 46ste stripverhaal van Jommeke. De reeks wordt getekend door striptekenaar Jef Nys.

## Personages
- Jommeke
- Flip
- Filiberke
- Goepi
- kleine rollen : Teofiel, professor Gobelijn, koning Livkos, de wilde stam in Asnapije, ...

## Verhaal
Op een dag krijgt Jommeke een brief van koning Livkos uit Asnapije met de vraag te helpen bij het bevrijden van zijn zoon, prins Ismo, die ontvoerd werd. Hij wordt samen met Flip en Filiberke door het koninklijke vliegtuig opgehaald. Van professor Gobelijn krijgt een doos taalpillen mee waardoor hij alle vreemde talen zal verstaan en spreken. In Asnapije krijgen Jommeke en zijn vrienden de opdracht het losgeld in goudstukken op een plaats in het oerwoud te brengen. Ze krijgen hiervoor een vliegtuig ter beschikking. Bij een noodlanding leren ze een aap kennen, die Flip Goepi noemt. Goepi kruipt als verstekeling mee aan boord en wordt ontdekt bij een nieuwe noodlanding. De vrienden trekken nu te voet door het oerwoud. Ze laten Goepi de zak goud dragen met een briefje dat het het losgeld voor de prins is.
Tijdens hun tocht door het oerwoud worden ze ontdekt door een stam kannibalen. Tijdens een belaging slaagt Jommeke erin een speer te laten afketsen op een voorbijvliegende vogel waardoor de stam denkt dat hij een tovenaar is. Dankzij de taalpillen kan Jommeke met hen communiceren. De tovenaar van het dorp beschuldigt Jommeke ervan een bedrieger te zijn en daagt hem uit voor een wedstrijd met pijl-en-boog. Door een list van Flip slaagt Jommeke ruimschoots in de proef en wordt de tovenaar verjaagd. Jommeke krijgt een tovenaarsmasker en -kostuum en wordt gevierd in het dorp. De oude tovenaar wil hem doden en schiet met pijlen op het kostuum dat Jommeke tijdens een zwempartij liet liggen. In het dorp denken ze dat hij dood is tot hij met de pijlen in zijn kostuum terug verschijnt. De oude tovenaar wordt nu definitief verjaagd. De vrienden slagen er met een verhaal in om het dorp te verlaten. Onderweg wordt Goepi plots verliefd op een apin en loopt weg met de zak goud op zijn rug. Ze slagen er niet in hem terug te halen en laten zich moedeloos met een bootje afvaren. Op zee worden ze opgepikt door een boot van Asnapije en teruggebracht. Ze vrezen het ergste door het mislukken van hun missie, maar bij aankomst blijkt de prins terug te zijn. In een kooi vinden ze Goepi en ontdekken ze dat Goepi de ontvoerders bereikt heeft met het losgeld. Goepi wordt bevrijd en het verhaal eindigt met een feestmaal.

## Achtergronden bij het verhaal
- Net als in onder meer het album 'Filiberke gaat trouwen' trekken Jommeke en zijn vrienden op stap om een ontvoerde prins(es) te redden, een onderneming die ze tot een goed einde brenge, zij het op een minder gebruikelijke wijze. De ontvoerders worden in dit album niet gevangengenomen en komen weg met het losgeld. Het is zowat de enige keer in de reeks dat misdaad loont.
- Er zijn nog gelijkenissen met albums zoals 'Filiberke gaat trouwen' en 'Kaas met gaatjes'. Zo trekken de vrienden door het Aziatische oerwoud, komen ze in contact met wilde stammen en worden ze geholpen door een aap.
- Asnapije is een fictief land dat gezien het uitzicht van het koninklijke paleis en de morfologie van de inwoners ergens in de buurt van Indië moet gesitueerd worden. In latere albums wordt nog weleens naar Asnapije verwezen waaruit blijkt dat het land zich wel degelijk in die buurt bevindt.
- Het komische element waarbij Filiberke vierkante aardappelen schilt, wordt in latere albums herhaald. (onder meer in 'De kristallen grot' en 'Zeven sterren').
- Een opvallende constante in dit verhaal is het gebekvecht tussen Flip en Filiberke. Het is voor het eerst dat beiden elkaar zo vaak verbaal aanvallen. Het gebekvecht tussen de twee zal in latere albums nog vaak herhaald worden. Meestal pest Flip Filiberke wanneer die iets doms doet of zegt, waarop Filiberke heftig reageert.